# Giro de Italia 1971
La 54.ª edición del Giro de Italia se disputó entre el 20 de mayo y el 10 de junio de 1971, con un recorrido de 20 etapas, una de ellas doble, y 3567 km, que el vencedor completó a una velocidad media de 36,597 km/h. La carrera comenzó en Lecce y terminó en Milán.
Tomaron la salida 100 participantes, de los cuales 75 terminaron la carrera.
En esta edición volvió a disputarse una prólogo inicial para decidir el portador (en este caso, portadores, al ser el equipo entero) de la maglia rosa durante la 1.ª etapa, aunque sin contar para la clasificación general. En esta ocasión fue un contrarreloj por equipos en relevos de 6.2 km, en la que venció la escuadra italiana Salvarani.
Las etapas 5.ª y 6.ª fueron vencidas por los españoles López Carril y Perurena, respectivamente, tras culminar sendas escapadas. Durante la 6.ª etapa precisamente, se conoció el positivo en un control antidopaje de la 2.ª etapa de uno de los favoritos de la carrera, el italiano Gianni Motta, que fue consecuentemente penalizado con diez minutos en la clasificación general.
En la 7.ª etapa, una fuga a los 22 kilómetros de 35 corredores, que más tarde se reducirían a 9, hizo que la clasificación general diera un vuelco, al llegar estos a meta con más de seis minutos de ventaja. Entre ellos estaban hombres importantes como Gimondi, Van Springel y Pettersson, y el español Francisco Galdós, que solo pudo terminar quinto en la etapa. Gimondi se hizo con el triunfo y el italiano Aldo Moser se alzó con la maglia rosa, el cual a sus 37 años y tres meses se convertía así en el ciclista más longevo líder del Giro de Italia. Este récord permaneció imbatido hasta 2002, año en el cual el alemán Jens Heppner lo batió al ser líder con 37 años y cinco meses, y más tarde 2007 por el italiano Andrea Noè, maglia rosa con 38 años y cuatro meses. En la 10.ª etapa, de media montaña, se impuso José Manuel Fuente y Perurena rozó la segunda victoria en la 15.ª, pero al final solo pudo ser tercero.
La etapa reina de esta edición fue la 17.ª, en la cual se ascendió el Hochtor Glossglockner, Cima Coppi de esta edición, con sus 2506 metros de altitud. La etapa fue una decepción en cuanto al movimiento de los favoritos, entre quienes no hubo diferencias, y fue ganada por el doméstico Vianelli. Pero también las dos siguientes etapas se disputaban en las montañas de los Alpes. Fue en la 18.ª etapa en la que el, hasta entonces líder, Claudio Michelotto, no pudo resistir más y cedió la maglia rosa en beneficio del sueco Pettersson. Este llegó destacado a la meta junto a Galdós, Van Springel y Gimondi, ganador de la etapa. En la 19.ª etapa, ganada por Farisato, tanto Gimondi como Van Springel consiguieron algunos segundos de ventaja sobre sus más directos rivales, aunque las diferencias no fueron decisivas.
Finalmente, Pettersson se impuso en la clasificación general sin lograr ningún triunfo de etapa, siendo el primer ciclista sueco en ganar el Giro de Italia, situación que no se ha vuelto a repetir. Por su parte, los españoles cerraron su buena actuación con la 4.ª posición de Galdós en la general y el triunfo en la clasificación de la montaña de José Manuel Fuente.

## Equipos participantes
| Equipo   | Jefe de filas     |
| Cosatto  | Pietro Dallai     |
| Dreher   | Patrick Sercu     |
| Ferretti | Pietro Campagnari |
| Filotex  | Franco Bitossi    |
| G.B.C.   | Aldo Moser        |

| Equipo              | Jefe de filas        |
| Kas                 | José Luis Uribezubia |
| Hertekamp-Magniflex | Georges Pintens      |
| Molteni             | Giancarlo Bellini    |
| Salvarani           | Emilio Casalini      |
| Scic                | Franco Balmamion     |

## Etapas
| Etapa        | Fecha     | Recorrido                          | type                     | Distancia (km) | Ganador               | Líder              |
| ------------ | --------- | ---------------------------------- | ------------------------ | -------------- | --------------------- | ------------------ |
| Prólogo      | 20 de may | Lecce – Brindisi                   | contrarreloj por equipos | 62             | Salvarani             |                    |
| 1.ª etapa    | 21 de may | Brindisi – Bari                    | etapa llana              | 175            | Marino Basso          | Marino Basso       |
| 2.ª etapa    | 22 de may | Bari – Potenza                     | etapa de montaña         | 260            | Enrico Paolini        | Enrico Paolini     |
| 3.ª etapa    | 23 de may | Potenza – Benevento                | etapa llana              | 177            | Ercole Gualazzini     | Enrico Paolini     |
| 4.ª etapa    | 24 de may | Benevento – Pescasseroli           | etapa de montaña         | 203            | Guerrino Tosello      | Enrico Paolini     |
| 5.ª etapa    | 25 de may | Pescasseroli – Gran Sasso d'Italia | etapa llana              | 198            | Vicente López Carril  | Ugo Colombo        |
| 6.ª etapa    | 26 de may | L'Aquila – Orvieto                 | etapa llana              | 163            | Txomin Perurena       | Ugo Colombo        |
| 7.ª etapa    | 27 de may | Orvieto – San Vincenzo             | etapa llana              | 220            | Felice Gimondi        | Aldo Moser         |
| 8.ª etapa    | 28 de may | San Vincenzo – Casciana Terme      | etapa de montaña         | 203            | Romano Tumellero      | Claudio Michelotto |
| 9.ª etapa    | 29 de may | Casciana Terme – Forte dei Marmi   | etapa llana              | 141            | Marino Basso          | Claudio Michelotto |
| 10.ª etapa   | 30 de may | Forte dei Marmi – Sestola          | etapa de montaña         | 123            | José Manuel Fuente    | Claudio Michelotto |
| 11.ª etapa   | 31 de may | Sestola – Mantua                   | etapa llana              | 199            | Marino Basso          | Claudio Michelotto |
| 12.ª etapa   | 2 de jun  | Desenzano del Garda – Saló         | contrarreloj individual  | 28             | Davide Boifava        | Claudio Michelotto |
| 13.ª etapa   | 3 de jun  | Saló – Chioggia                    | etapa de montaña         | 218            | Patrick Sercu         | Claudio Michelotto |
| 14.ª etapa   | 4 de jun  | Chioggia – Bibione                 | etapa llana              | 170            | Patrick Sercu         | Claudio Michelotto |
| 15.ª etapa   | 5 de jun  | Bibione – Liubliana                | etapa llana              | 201            | Franco Bitossi        | Claudio Michelotto |
| 16.ª etapa   | 6 de jun  | Liubliana – Tarvisio               | etapa llana              | 100            | Dino Zandegù          | Claudio Michelotto |
| 17.ª etapa   | 7 de jun  | Tarvisio – Grossglockner           | etapa de montaña         | 206            | Pierfranco Vianelli   | Claudio Michelotto |
| 18.ª etapa   | 8 de jun  | Lienz – Falcade                    | etapa de montaña         | 195            | Felice Gimondi        | Gösta Pettersson   |
| 19.ª etapa   | 9 de jun  | Falcade – Ponte di Legno           | etapa de montaña         | 182            | Lino Farisato         | Gösta Pettersson   |
| 20.ª etapa a | 10 de jun | Ponte di Legno – Lainate           | etapa llana              | 185            | Giacinto Santambrogio | Gösta Pettersson   |
| 20.ª etapa b | 10 de jun | Lainate – Milán                    | contrarreloj individual  | 20             | Ole Ritter            | Gösta Pettersson   |

## Clasificaciones
| \| 1. \| Gösta Pettersson \| Suecia \| Ferretti \| 97h 24' 03" \| \| 2. \| Herman Van Springel \| Bélgica \| Molteni \| + 2' 04" \| \| 3. \| Ugo Colombo \| Italia \| Filotex \| + 2' 35" \| \| 4. \| Francisco Galdós \| España \| Kas \| + 4' 27" \| \| 5. \| Pierfranco Vianelli \| Italia \| Dreher \| + 6' 41" \| \| 6. \| Silvano Schiavon \| Italia \| Dreher \| + 7' 27" \| \| 7. \| Felice Gimondi \| Italia \| Salvarani \| + 7' 30" \| \| 8. \| Antoon Houbrechts \| Bélgica \| Salvarani \| + 9' 39" \| \| 9. \| Wladimiro Panizza \| Italia \| Cosatto \| + 13' 13" \| \| 10. \| Giovanni Calvacanti \| Italia \| Filotex \| + 14' 22" \| |                     |         |           |             |
| 1. | Gösta Pettersson    | Suecia  | Ferretti  | 97h 24' 03" |
| 2. | Herman Van Springel | Bélgica | Molteni   | + 2' 04"    |
| 3. | Ugo Colombo         | Italia  | Filotex   | + 2' 35"    |
| 4. | Francisco Galdós    | España  | Kas       | + 4' 27"    |
| 5. | Pierfranco Vianelli | Italia  | Dreher    | + 6' 41"    |
| 6. | Silvano Schiavon    | Italia  | Dreher    | + 7' 27"    |
| 7. | Felice Gimondi      | Italia  | Salvarani | + 7' 30"    |
| 8. | Antoon Houbrechts   | Bélgica | Salvarani | + 9' 39"    |
| 9. | Wladimiro Panizza   | Italia  | Cosatto   | + 13' 13"   |
| 10. | Giovanni Calvacanti | Italia  | Filotex   | + 14' 22"   |

| \| 1. \| José Manuel Fuente \| España \| Kas \| - \| \| 2. \| Pierfranco Vianelli \| Italia \| Dreher \| - \| \| 3. \| Franco Mori \| Italia \| Scic \| - \| |                     |        |        |   |
| 1. | José Manuel Fuente  | España | Kas    | - |
| 2. | Pierfranco Vianelli | Italia | Dreher | - |
| 3. | Franco Mori         | Italia | Scic   | - |

| \| 1. \| Marino Basso \| Italia \| Molteni \| 181 puntos \| \| 2. \| Patrick Sercu \| Bélgica \| Dreher \| 148 puntos \| \| 3. \| Felice Gimondi \| Italia \| Salvarani \| 139 puntos \| |                |         |           |            |
| 1. | Marino Basso   | Italia  | Molteni   | 181 puntos |
| 2. | Patrick Sercu  | Bélgica | Dreher    | 148 puntos |
| 3. | Felice Gimondi | Italia  | Salvarani | 139 puntos |

| \| 1. \| Molteni \| Italia \| - \| - \| |         |        |   |   |
| 1.                                      | Molteni | Italia | - | - |